# Нордовка
Нордо́вка (рос. Нордовка, башк. Нордовка) — село у складі Мелеузівського району Башкортостану, Росія. Адміністративний центр Нордовської сільської ради.
Населення — 1000 осіб (2010; 925 в 2002).
Національний склад:
- росіяни — 70%